# Giura (Rumunia)
Giura – wieś w Rumunii, w okręgu Mehedinți, w gminie Bâcleș. W 2011 roku liczyła 65 mieszkańców.